# Manchester (giáo khu)
Giáo khu Manchester là một giáo khu nằm ở vùng tây trung của Jamaica, thuộc quận Middlesex. Thủ phủ của giáo khu là thành phố Mandeville, một trung tâm kinh doanh quan trọng của khu vực. Tại đây có Nhà thờ Chính tòa Thánh Phaolô Thánh Giá (St. Paul of the Cross Pro-Cathedral), là tòa giám mục của Giáo phận Công giáo Latinh Mandeville.